# Замок Святого Джона
Замок Святого Джона (англ. St. John's Castle, ірл. Rinn Dúin), замок Святого Іоана, замок Рінндун чи замок Рінн Дуйн — один із замків Ірландії, розташований біля в графстві Роскоммон, біля селища Рінндаун (Рінндун), біля озера Лох-Рі — на його західному березі. Ірландська назва замку Рінндун перекладається як «фортеця мису».

## Історія замку Святого Джона
До англо-норманського завоювання Ірландії тут була фортеця місцевого ірландського клану. Замок побудований у 1227 році королем Англії Генріхом ІІІ для захисту англійських володінь від непокірних ірландських кланів. Безпосереднім будівничим замку був лицар Джеффрі Маріско. Замок був доручений опіці англо-норманського феодала Філіпа де Ангуло — барона Наван. У ті часи королем Ірландського королівства Коннахт був Тойрделбах О'Конхобайр. Є версія, що була певна домовленість між Джеффрі Маріско та королем Коннахту щодо будівництва замку. В часи свого розквіту замок мав гарнізон чисельністю 1000 чоловік включаючи слуг, робітників, селян та жінок. По суті навколо замку виросло середньовічне місто. Місто процвітало як центр торгівлі територій західної Ірландії, що контролювалися Англією. У 1236 році король Коннахту Фелім О'Конхобайр напав на замок Святого Джона, але замок вистояв. Після цієї війни замок зміцнили новими стінами. Місто багатіло. Якщо в 1259 році місто платило податків 8 £ на рік, то в 1285 році вже 320 £ на рік королю Англії. Місто продавало шкіри, шерсть та молочні продукти. Завозило з Франції вино, зерно, тканини. У XIV столітті ірландські клани почали контрнаступ на англійські володіння в Ірландії і поступово відвойовували свої землі. Місто пережило низку нападів ірландських кланів. У 1315 році під час чергової війни за незалежність Ірландії замок і місто були зруйновані. Їх відбудував в 1318 році Річард Ог де Бург, але в 1321 році замок знову був зруйнований ірландськими кланами. У 1342 році замок був захоплений ірландськими кланами і зруйнований. Під час нескінченних війн в Ірландії був зруйнований остаточно і забутий. У 1544 році цими землями зацікавився граф Кланрікард і клопотався, щоб ці землі визнали його власністю. Поселення біля руїн замку лишилося. До 1574 року селище лишалося в руках ірландських кланів. У 1578 році ці землі отримали у володіння Томас Честер та Джордж Гудман за умови, що вони будуть утримувати на цих землях загін англійських лучників для забезпечення влади корони Англії в цих землях. У 1605 році після остаточного завоювання Ірландії Англією ці землі разом з руїнами замку отримав у володіння Едвард Крофтон. Він писав, що тут є «монастир Святого Іоана Хрестителя…, біля церкви є дзвіниця, будівля для житла, сади…, 6 будинків у селищі Святого Джона…» Деякі дослідники замку називали замок святого Джона «Камелотом Шеннону».
До нинішнього часу стоїть в руїнах. У ХХІ столітті з'явилися плани часткової реставрації замку та використання його як туристичного об'єкта, але ці плани так і не були втілені в життя.